# One International Place
Das Gebäude One International Place ist ein Wolkenkratzer im Financial District von Boston im Bundesstaat Massachusetts der Vereinigten Staaten. Er wurde 1987 fertiggestellt und ist mit knapp 183 m Höhe und 46 Stockwerken das fünfthöchste Gebäude der Stadt. Es ist in der Skyline der Stadt gut zu erkennen, insbesondere vom Boston Harbor aus gesehen.
Zum Gebäudekomplex gehören auch zwei kleinere Bürotürme mit 27 bzw. 19 Etagen. Es ist darüber hinaus über einen Food-Court mit dem Nachbargebäude Two International Place verbunden.